# 월드 프레스 포토

월드 프레스 포토의 로고

월드 프레스 포토(World Press Photo)는 네덜란드 암스테르담에 본사를 둔 사진 단체이다. 이 단체는 매년 사진 대회를 개최하고 있다.